# Préhellénique A
Cette page contient des caractères spéciaux ou non latins. S’ils s’affichent mal (▯, ?, etc.), consultez la page d’aide Unicode.
Le préhellénique A est un concept linguistique postulé à la suite de l’analyse de la toponymie grecque. Les noms de lieu grecs à terminaison en -nthos, -mn-, -r-, -m-, -n- et -ss- forment en effet un ensemble dont l’étymologie ne peut s'expliquer par le grec. On en a déduit qu’ils devaient résulter de langues parlées antérieurement au grec ancien. La comparaison avec les langues anatoliennes de cet état antérieur de la langue grecque a conduit de nombreux auteurs à le ranger parmi elles.

## Mise en perspective historique

### Cultures néolithiques des Balkans
Pour se faire une idée de la profondeur historique dans laquelle s’inscrit l’histoire de la langue grecque, un bref résumé des cultures qui se sont succédé au Néolithique dans le bassin égéen et dans les Balkans n'est pas inutile ; cette succession montre la progression des influences orientales indo-européennes sur la civilisation de l'Europe ancienne, dite « danubienne » :

L'Europe au

L'Europe au

- 6500 av. J.-C. : culture danubienne de Starčevo-Körös/Criş.
- 5500 av. J.-C. : culture de la céramique rubanée, à l’origine de la néolithisation de la majeure partie de l’Europe continentale, de l’Elbe jusqu’au Rhin, tandis que la Serbie connaissait la culture de Vinča ; ces deux cultures dérivaient de celle de Starčevo-Körös.
- 4600 av. J.-C. : culture de Varna en Bulgarie, qui accumula des richesses fabuleuses peut-être en rapport avec la commercialisation du sel marin ; elle disparut vers 4200 av. J.-C.
- 4500 av. J.-C. : culture de Cucuteni-Trypillia, qui couvrait la Roumanie et l’Ukraine occidentale ; son berceau se trouvait en Roumanie (Cucuteni), et son extension se fit en direction du Dniepr, jusqu’à Kiev, où une urbanisation majeure pour l'époque a été exhumée à Trypillia.
- 3500 av. J.-C. : culture d’Usatovo, qui s’étendait de l’Ukraine du sud-ouest à la Moldavie sur le berceau de la culture de Cucuteni-Trypillia et y développait une certaine pratique de la métallurgie ; elle incorporait des éléments indo-européens issus d’Ukraine orientale (culture de Sredny Stog/Seredniï Stih) et s’étendit sur tout le bassin de Danube, depuis les Balkans jusqu’au centre de l’Allemagne. Le taureau semble avoir joué un rôle essentiel dans sa religion.
- 3300 av. J.-C. : culture de Cernavodă, qui s’étendait en Ukraine et en Moldavie du Bug au Danube le long des rives de la mer Noire. Très largement indo-européenne, elle faisait suite à la culture danubienne de Gumelniţa-Karanovo, qui remontait aussi loin que celle de Starčevo-Körös/Criş, se développa sous l’influence de la culture de Cucuteni-Trypillia, mais fut indo-européanisée dès 4300 av. J.-C.

Les substrats préhelléniques au grec ancien sont a priori à rechercher dans ces deux dernières cultures, où semblent avoir séjourné les ancêtres des populations égéennes et anatoliennes de l’âge du Bronze. Des populations apparentées à celles d’Usatovo se sont établies en Thessalie vers 3700 av. J.-C. dans la région de Dimini, près de Sesklo, occupée jusque vers 4400 av. J.-C. par des populations nettement apparentées quant à elles à la culture danubienne de Starčevo-Körös/Criş. Puis, à la fin du IVe millénaire av. J.-C., la culture des Cyclades se développa en mer Égée en conservant de fortes parentés avec les populations de Dimini. Troie aurait été fondée dans ce mouvement, au XXXe siècle av. J.-C.

#### Affinités anatoliennes du «préhellénique A»
D’un point de vue linguistique, les étymologies irréconciliables avec le grec trouvent parfois des solutions satisfaisantes avec le hittite et les langues louvites. C’est en particulier le cas des désinences en -σσός et en -νθος, dont on peut retrouver des équivalents louvites sur toute la côte d’Asie mineure : les suffixes -assa et -assi y sont fréquents, ainsi que les toponymes de la forme -anda-. On pense à la cité de Tarhuntassa, qui fut capitale hittite sous le règne de Muwatalli II (sans doute au Kizzuwatna bien que les ruines n'en aient encore pas été localisées à ce jour), ainsi qu’à la cité ionienne de Milet (Μίλητος), dont le nom louvite était Millawanda (encore que cet exemple puisse à première vue être considéré comme un contre-exemple : pourquoi, en effet, Millawanda n’aurait-il justement pas donné, en grec, *Μίληνθος ? C’est en fait la forme Milawata qui a prévalu, le groupe -awa- donnant en grec un ᾱ devenu η en dialecte ionien).
Le mont Παρνασσός pourrait trouver une étymologie hittite dans le radical parnant- qui signifiait « maison », en rapport avec le fait que c’était la demeure d'Apollon et des 9 muses, proposition rejetée par Beekes. De même, on a proposé d’expliquer le nom de la ville thessalienne de Γυρτώνη par une étymologie hittite : gurtaš qui signifierait « forteresse ».
Certains auteurs relèvent également une assonance entre le labyrinthe (λαϐύρινθος), transcrit da-pu2-ri-to-jo en linéaire B mycénien, et les titres anatoliens labarna puis tabarna qui désignaient les rois hittites : il s’agirait d’une racine commune en relation avec le pouvoir du palais. Si l’on ajoute que la double-hache cultuelle des Minoens, la λάϐρυς, était désignée par un mot qui, en lydien, était à peu près de même sens (et corrélé au louvite lawar- qui signifiait « briser »), l’étroitesse des liens entre Minoens et Anatoliens ne peut plus faire de doute. Mais dans quel sens exactement les influences se sont-elles fait sentir ? Du monde minoen vers l’Anatolie sous l’effet d’un empire maritime conquérant qui nomma les choses et les lieux où il s’imposa, ou bien au contraire d’Anatolie vers la Crète et l’Égée sous l’effet de migrations bien antérieures à l’émergence de la puissance crétoise ?
Néanmoins, dans la mesure où d’une part le « préhellénique A » est supposé être à l’origine des toponymes grecs de racine non grecque, et d’autre part ces toponymes se révèlent avoir des affinités avec l’Anatolie, on en déduit que cette langue hypothétique devait également avoir de fortes affinités anatoliennes.

#### Autres marques anatoliennes en Grèce

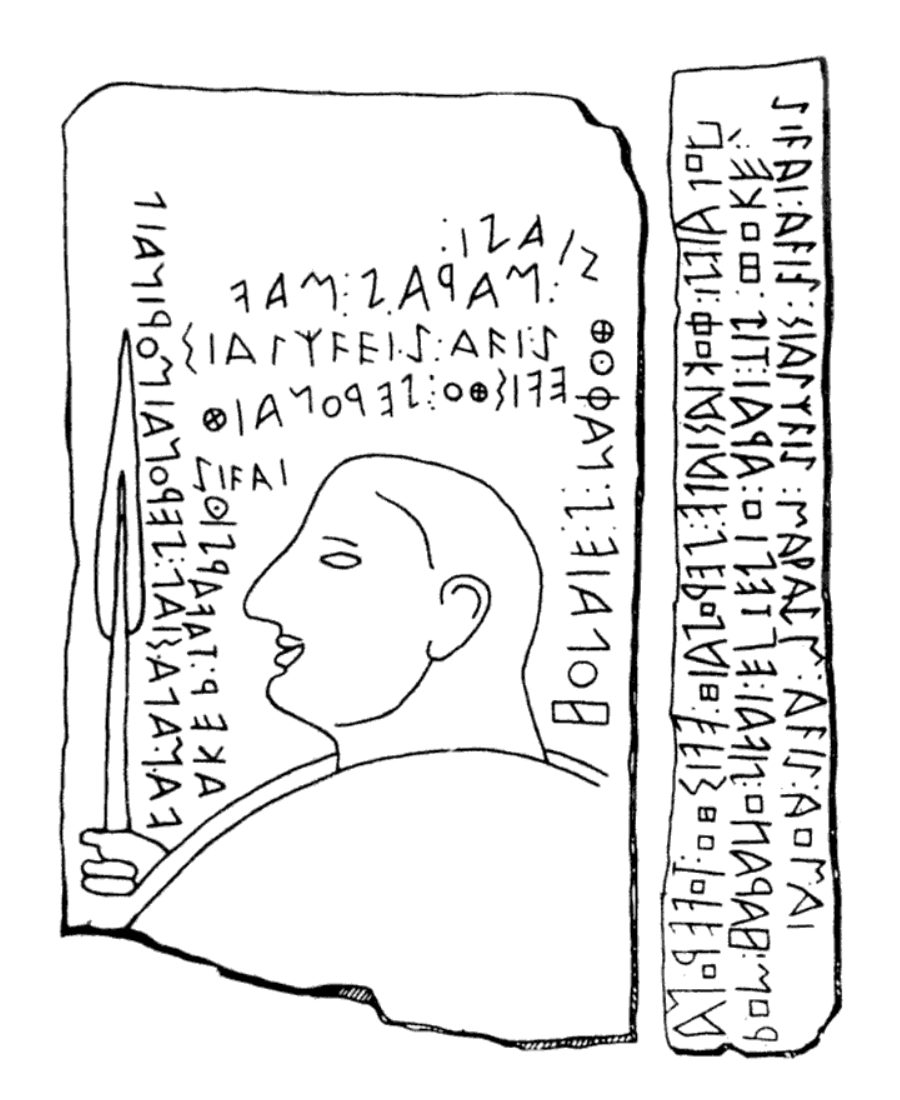
Stèle de Lemnos, présentant une inscription proche de l’étrusque

On reconnaît quelques liens avec l’étrusque parmi les vocables grecs dont l’étymologie pose problème. Or l’origine anatolienne des Étrusques est une question débattue depuis l’Antiquité. La tradition elle-même rapportait l’origine troyenne d’Énée, fondateur légendaire de Rome, dont les origines étaient historiquement étrusques. L’anthroponyme Tarchu « Tarquin » et le toponyme Tarchnal « Tarquinia » évoquent clairement le dieu anatolien du tonnerre et de la foudre, appelé Tarhu en hittite, Tarhun ou Tarhunta en louvite. Et l’unique témoignage linguistique proche de l’étrusque hors de l’Italie et des Alpes a été retrouvé à Lemnos, île située quasi en face de Troie, sur une stèle portant une inscription très similaire à de l’étrusque. Plus convaincant encore, l’art étrusque de la divination à partir des entrailles de bêtes sacrifiées, pratiqué par des haruspices détenteurs d’une expertise sacrée en ce domaine, rappelait très exactement celui pratiqué par les Hittites et plus généralement par les peuples du Moyen-Orient. Mais notons que Denys d'Halicarnasse objectait déjà à son époque (la fin du Ier siècle av. J.-C.) que les Étrusques devaient être un peuple autochtone : depuis lors, la question n’a jamais été tranchée.
Une marque plus directe de l’influence anatolienne sur, cette fois, la culture grecque peut être identifiée à travers la Théogonie d’Hésiode, très proche dans sa structure au « Chant de Kumarbi » du Cycle de Kumarbi de la théogonie hourrite des Hittites, un récit dont la facture même trahissait la grande ancienneté. Selon Hésiode, trois générations de dieux se sont succédé sur l’Olympe : Ouranos, puis Cronos, puis Zeus ; selon les Hittites, la séquence était formée de quatre dieux, dont les trois derniers sont étroitement parallèles au récit fait par Hésiode : Alalu, puis Anu (fonctionnellement équivalent à Ouranos comme dieu du Ciel), puis Kumarbi (parallèle au Cronos des Grecs, qui trancha le sexe d’Ouranos tandis que Kumarbi arracha avec ses dents celui d’Anu), et enfin Tešub, qui était le dieu majeur des Hourrites, dieu de l’orage fonctionnellement équivalent à Zeus, dieu majeur des Grecs porteur de la foudre et du tonnerre.

### Substrats et influences divers

Distribution des dialectes grecs à l'époque classique

Des influences anatoliennes et crétoises peuvent donc être suspectées dans le grec ancien, mais aussi des racines étrangères au monde égéen qui pourraient remonter aux cultures néolithiques des Balkans. En schématisant, on pourrait se risquer à proposer un scénario fondé sur certaines affinités archéologiques relevées entre ces différentes cultures, qui remonterait à la culture de Cucuteni-Trypillia via celle de Gumelniţa-Karanovo en Bulgarie dans la seconde moitié du IVe millénaire av. J.-C., par l’intermédiaire de deux cultures du IIIe millénaire av. J.-C. :
1. la culture d’Usatovo du bassin du Danube :
  - pour les futurs Louvites partis vers le sud-est via la Thrace et le Bosphore pour atteindre l’Anatolie centrale et méridionale ;
  - pour les futurs Doriens partis vers le sud-ouest via l’Épire pour coloniser la Grèce continentale et le Péloponnèse occidental ;
2. la culture de Cernavodă sur le littoral de la mer Noire :
  - pour les futurs Éoliens partis vers le sud via la Thessalie pour atteindre l’Anatolie du nord-ouest ;
  - pour les futurs Ioniens partis vers le sud-est puis l’ouest via le Bosphore, le littoral égéen de l’Anatolie, et les Cyclades.

Ce scénario doit être compris comme une conjecture plausible parmi d'autres et n'est en aucun cas attesté.
Quelles qu’aient été les migrations en cause, les idiomes parlés par les migrants s’étaient sans doute également superposés à ceux des populations égéennes autochtones du Bronze ancien, au nombre desquelles la civilisation minoenne ; c’est ainsi qu’on retrouverait à travers les différents dialectes du grec ancien les traces éparses de ces idiomes « préhelléniques ».

### Les Pélasges

#### Témoignages des auteurs classiques
Certains auteurs classiques identifiaient comme « Pélasges » (en grec Πελασγοί) les populations réputées avoir vécu en Grèce avant « l’arrivée des Grecs ». C’était notamment le cas d’Homère, qui citait, dans l’Iliade, les Pélasges parmi les alliés des Troyens. Ils étaient dits venir de Larissa. Homère mentionnait aussi des Pélasges en Crète dans l’Odyssée.
Hésiode évoqua également ces peuples à propos du sanctuaire oraculaire de Dodone, l'un des plus anciens de Grèce, recoupant les indications d’Homère relatives au Zeus pélasgique régnant à Dodone.
Hérodote et Thucydide considéraient les Pélasges comme une population historique qui subsistait encore à leur époque, notamment à Lemnos, Imbros, Samothrace, et en Troade, ainsi d’ailleurs qu'en Attique parmi les Athéniens. La Thessalie et l'Argolide avaient, selon Denys d'Halicarnasse, des populations de Pélasges. Diverses autres allusions à travers la littérature grecque classique donnent une image confuse et souvent contradictoire de la présence des Pélasges dans le bassin égéen.

## Données linguistiques

### Traces préhelléniques en grec ancien
Bien que l’exercice soit souvent délicat, on peut percevoir, à travers de nombreux noms communs du grec ancien, la trace des idiomes préhelléniques qui avaient nommé les choses de la vie quotidienne des civilisations agricoles de l’aire danubienne mais inconnues des semi-nomades indo-européens, ainsi que les éléments les plus typiques de la faune et de la flore méditerranéennes, par exemple :
| Notion ou vocable | Correspondance |
| ----------------- | --- |
| l’abeille         | ἡ μέλισσα, à la fois bâti sur la racine indo-européenne signifiant « doux » et qui a donné le miel (grec τό μέλι, génitif μέλιτος ; sanskrit madhu), mais avec une facture préhellénique suggérant d’ailleurs des affinités avec le sumérien giriš ; ce vocable, qui désignait des insectes à vol lent (papillon, mite), était phonétiquement et sémantiquement proche de girin, girun et gurun, qui désignaient des fruits et des fleurs (associées au miel). Au point qu’on peut se demander si la racine indo-européenne n’est pas un emprunt précoce aux langues néolithiques du Proche- et du Moyen-Orient… |
| l’âne             | ὁ ὄνος (cf. latin asinus), possiblement corrélé au sumérien anše, qui désignait l’âne mâle ou l’onagre |
| l’arsenic         | τό ἀρρενικόν |
| la baignoire      | ἡ λουτήρ |
| le blé            | ὁ σῖτος, pluriel τὰ σῖτα (à rapprocher du sumérien ezinu « céréale » et še « grain ») |
| la bière          | désignée par une périphrase : ὁ κρίθινος οἶνος « vin d’orge » |
| la brique         | ἡ πλίνθος |
| bronze, cuivre    | ὁ χαλκός, peut-être à rapprocher du sumérien URUDUnì-kala-ga « cuivre dur » ou « bronze » |
| le cerf           | ὁ ἔλαφος |
| le chat           | étrangement désigné une périphrase : ὁ/ ἡ αἴλουρος, composée de αἰόλος « remuant » et οὐρά « la queue », le vocable égéen d’origine ayant par conséquent été perdu sans pour autant être remplacé par un véritable nom commun grec |
| la couche         | ἡ εὐνή, avec une connotation de lit conjugal |
| le cyprès         | ἡ κυπάρισσος |
| le dauphin        | ὁ δελφίς, génitif δελφίνος |
| l’encens          | ὁ λίϐανος |
| l’épée            | τό ξίφος |
| l’esclave         | ὁ δοῦλος / ἡ δούλη |
| l’étain           | ὁ κασσίτερος |
| la fenêtre        | ἡ θυρίς, génitif θυρίδος « petite porte » |
| le feu            | τό πῦρ, génitif πυρός à rapprocher du hittite pahhur/pahhuwar, gén. pahhu(e)naš |
| la figue          | τό σῦκον |
| la fille          | ἡ θυγάτηρ, racine vraisemblablement ancienne (pré- ou proto-indo-européenne) passée également dans les langues germaniques : daughter en anglais, Tochter en allemand |
| le four           | ὁ ἰπνός, pour la cuisson des poteries |
| le foyer          | ἡ ἑστία « maison », ἡ ἐσχάρα « âtre » |
| la grenade        | ἡ ῥοιά, certainement de même origine que le linéaire A minoen RU+YA |
| la jacinthe       | ἡ ὑάκινθος |
| la javeline       | τό παλτόν |
| la laine          | ὁ μαλλός, qui évoque le linéaire A minoen MA+RU de même sens, ainsi que le sumérien bar-LU dont le sens précis était « assemblage des meilleures laines » |
| le laurier        | ἡ δάφνη |
| le melon          | ἡ σίκυα, qui désignait en général les cucurbitacées telles que la citrouille et le concombre |
| la menthe         | ἡ μίνθος |
| la mer            | ἡ θάλασσα, avec une connotation côtière, contrairement à τό πέλαγος, qui voulait dire « haute mer », sur une racine indo-européenne *plāk qui signifiait « étendue plate » |
| mouton, chèvre    | désignés ensemble par τό μῆλον |
| le narcisse       | ὁ / ἡ νάρκισσος, accentué sur l’antépénultième, comme l’est θάλασσα |
| l’olive           | ἡ ἐλάα, à rapprocher de l’adjectif étrusque eleivana « d’huile », voire du sumérien (i3-)li2 « huile fine » (mesure) |
| l’or              | ὁ χρυσός |
| l’orge            | τό κρῖ, αἱ κριθαί |
| la porte          | ἡ πύλη / ὁ πύλος, à rapprocher de l’akkadien abullu(m) de même sens ; ἡ θύρα, passé également dans les langues germaniques : door en anglais, Tor en allemand |
| le roi            | ὁ ἄναξ ; ὁ βασιλεύς (on trouve en linéaire B la mention qa-si-re-u, à l’origine du basileus, qui semble renvoyer aux potentats locaux, nobles ou hauts fonctionnaires, tandis que wa-na-ka, à l’origine du vocable anax, semble au-dessus du basileus) ; on soupçonne la culture de Cucuteni-Trypillia d'être à l’origine du grec ἄναξ, ainsi que des mots vanakt- en phrygien, et nätäk en arśi, avec une métathèse, qui ont tous en commun de vouloir dire « roi » et de n'être pas de racine indo-européenne                                                                                                  |
| la sardine        | ἡ τριχίς, génitif τριχίδος |
| le tamaris        | ἡ μυρίκη |
| le thon           | ὁ θύννος, néanmoins fréquemment rapproché du verbe grec θύειν « bondir » |
| le thym           | ὁ θύμος |
| le toit           | ἡ ὀροφή / ὁ ὀροφός, à rapprocher peut-être du sumérien ur3 de même sens |
| la tour           | ὁ πύργος, qu'on retrouve dans l’indo-européen *bhergh (d’où l’allemand burg) ainsi que dans l’arabe burj |
| la vigne          | ἡ ἄμπελος |

Le verbe ζῆν, qui signifiait « être en vie », remontait sans doute également à une vieille racine linguistique et pourrait être rapproché d’une part du verbe étrusque sval « être en vie » (sans doute corrélé à l’adjectif ziva « décédé », c’est-à-dire « qui a vécu »), d’autre part du substantif sumérien zi qui signifiait « souffle vital », « âme », « vie » et ses variantes ti(l(a)) et tin.

### Théonymes grecs d’origine préhellénique
Les noms de la plupart des dieux grecs, notamment ceux du Δωδέκαθεον (les douze dieux de l’Olympe), relèvent d’une étymologie obscure qui laisse soupçonner des origines prégrecques :
- Ἑστία (Hestia) était la première fille de Kronos et Rhéa, déesse du foyer domestique et des liens familiaux. Il s’agissait manifestement d’une déesse ancienne profondément ancrée dans les traditions populaires égéennes, dont le culte était demeuré fervent malgré la grande discrétion de cette divinité au sein du panthéon olympien. Son principal centre cultuel était Delphes, le foyer des Grecs. Dès l’époque classique il ne restait plus aucun récit particulier à son sujet, si tant est qu’il y en ait jamais eu.
- Περσεφόνη (Perséphone) était fille de Déméter ; dans le panthéon olympien, son père était Zeus. On l’appelait également Korè (Κορή), c’est-à-dire « jeune fille », et on trouvait aussi les variantes Περσέφασσα et Περσέφαττα. Les Romains la découvrirent en conquérant les cités éoliennes et doriennes de Sicile où elle était connue sous le nom Προσερπίνα, de sorte qu’elle passa en latin sous le nom Proserpine[5].
- Ἥρα (Héra) était sœur aînée de Zeus, conçue dans le panthéon olympien comme son épouse. L’étymologie de son nom est obscure, éventuellement à rapprocher du sanskrit svar signifiant « ciel » via la forme *Ϝήρα. Son culte était ancien et semble remonter la déesse-mère minoenne. Les deux premiers temples majeurs construits au VIIIe siècle av. J.-C. par les Grecs à leurs dieux étaient les Héraïons d’Argos et de Samos, qui faisaient suite, au moins à Samos, à des constructions plus modestes qui constituaient une exception dans le monde grec, les autels voués à Héra étant enclos dans des édifices fermés dès les années 800 av. J.-C. alors que les autels grecs étaient traditionnellement installés au grand air. Les Grecs firent d’Héra une déesse des liens conjugaux essentiellement jalouse des aventures sexuelles de Zeus, un rôle qui semble sans rapport avec sa place très élevée dans le panthéon hellénique et qui pourrait signifier qu’Héra était « avant les Grecs » une déesse majeure, absorbée par les Achéens et les Ioniens « à leur arrivée » en Égée, et quelque peu déchue dans le contexte de la civilisation hellénique.
- Ἀθηνᾶ (Athéna ; ionien : Ἀθήνη) était fille de Zeus et de Métis. C’était la déesse de la sagesse, des artisans, de la stratégie et des opérations militaires. L’étymologie de son nom, lié à Ἀθῆναι, est inconnue. Son culte devait remonter à l’âge du Bronze, si on en croit des tablettes en linéaire B trouvées à Knossos qui évoquent a-ta-na po-ti-ni-ya, ce qui pourrait signifier Ἀθηνᾶ πότνια « Athéna la puissante », ou encore Ἀθηνῶν πότνια « Maîtresse d’Athènes ». De même, l’expression a-ta-no dyu-wa-ya pourrait signifier « Divine Athéna » autant que « Athéna (fille) de Zeus » construit avec un adjectif ou un génitif[6].
- Ἥφαιστος (Héphaïstos) était fils de Zeus et d’Héra. L’étymologie obscure de son nom suggère qu’Héphaïstos serait à l’origine un dieu préhellénique ; dans l’île de Lemnos, il est considéré comme l’ancêtre des Κάϐειροι, des divinités chtoniennes préhelléniques. Son culte était lié à celui d’Athéna, pour qui il avait forgé la plus grande partie de son armement et que, selon une tradition archaïque, il avait tenté de violer.
- Ἀφροδίτη (Aphrodite) était fille de Zeus et de Dioné. Son culte semble provenir du Proche-Orient, où la déesse Aštorith des Phéniciens, connue au Moyen-Orient comme Astarté, était issue en droite ligne de l’Ištar babylonienne, elle-même issue de l’Inanna suméro-agadéenne. L’étymologie de son nom est en fait peu claire, dans la mesure où le passage d’Aštorith à Ἀφροδίτη n’est pas évident du point de vue linguistique. Une étymologie populaire rapproche Ἀφροδίτη de Ἀφρός, « l’écume », son nom signifiant alors « Donnée par l’écume », ce qui serait en rapport avec la tradition pré-olympienne selon laquelle Aphrodite serait née de l’impact dans la mer des organes génitaux d’Ouranos émasculé par Kronos, selon un mythe archaïque relaté par la Théogonie d’Hésiode et qui rappelait fortement la théogonie hittite de l’âge du Bronze ; étant née des organes génitaux d’Ouranos, il était clair qu’Aphrodite devait porter en elle toute la sexualité de l’univers et qu’elle était donc la déesse de la copulation.
- Ἄρης (Arès) était fils de Zeus et d’Héra. C’était le dieu de la violence et des combats sanglants. Son culte pourrait remonter à l’âge du Bronze, si l’on en croit les références en linéaire B à Ἐνυάλιος, qui était, à l’époque classique, une épithète courante du dieu Arès ; l’étymologie des vocables Ἐνυάλιος et du théonyme Ἄρης est d’ailleurs inconnue. Le sacrifice nocturne d’un chien à Enyalios fut assimilé par les Spartiates à un culte à Arès. Les Grecs estimaient qu’Arès était originaire de Thrace. La tradition rapporte qu’Arès était l’amant régulier d’Aphrodite, bien qu’elle fût mariée à Héphaïstos, et Hélios-qui-voit-tout avertit ce dernier qu’il était cocu ; Héphaïstos en fut passablement contrarié et conçut un filet magique pour emprisonner les deux amants enlacés l’un contre l’autre, et convia tous les autres dieux à venir les contempler : Arès en fut tellement humilié qu’il se retira en Thrace. Dans l’Iliade, Homère indique par ailleurs qu’Arès combattit les Achéens aux côtés des Troyens.
- Ἑρμῆς (Hermès) était fils de Zeus et de Maïa, une Pléiade fille d’Atlas. Son centre cultuel majeur en Grèce était situé à Phénéos, en Arcadie. Son culte remontait à l’âge du Bronze, comme l’atteste la mention de son nom dans des tablettes en linéaire B trouvées à Pylos. C’était primitivement un dieu ithyphallique des frontières, associé aux pierres dressées ou aux pieux en bois bornant les routes ou les frontières. On retrouve cet aspect phallique dans la relation semble-t-il ancienne d’Hermès avec Aphrodite, faisant d’Hermès la contrepartie masculine de la déesse de la copulation qu’était à l’origine Aphrodite ; en outre certaines traditions faisaient d’Hermès le père de Pan (Πάν), ainsi parfois que de Priape (Πρίαπος, d’étymologie également inconnue), plus connu pour être le fils d’Aphrodite et de Dionysos (parfois d’Adonis). On notera d’ailleurs qu’aux yeux des Grecs, Hermès et Aphrodite étaient des dieux plus ou moins associés à l’Orient, par les voyages pour le premier et par sa naissance pour la seconde.
- Διόνυσος (Dionysos, également Διώνυσος, plus tardivement appelé Βάκχος voire Ἴακχος avec une connotation mystique) était fils de Zeus et de Sémélè, fille de Cadmos. La tradition grecque elle-même est confuse et singulièrement compliquée quant à la naissance et aux origines de ce dieu[7], ce qui témoigne sans doute aussi de la difficulté qu’il y eut d’incorporer Dionysos dans le panthéon hellénique. Dionysos semble avoir incarné les valeurs sociales à l’exact opposé de la guerre aux yeux des Grecs, et on le disait volontiers efféminé. Le théonyme Dionysos a toujours été considéré, même à l’époque classique, comme formé de la racine nominale de Zeus (Διός) accolée à un groupe final -νυσος qui était peut-être d’origine préhellénique. La forme Bacchus dérivait de la racine *Ϝαχ qui signifiait « crier ».
- Ἄρτεμις (Artémis) était fille de Zeus et de Léto. Elle naquît sur le mont Κύνθος à Délos, île que Zeus avait créée spécialement pour flotter sous le niveau de la mer afin qu’Hélios-qui-voit-tout ne puisse rapporter cette naissance à Héra. Ses attributs étaient l’arc et la flèche d’argent, ainsi que le cyprès et le cerf. Elle était vénérée avant tout à Délos, ainsi qu’à Ephèse, où elle était assimilée à la « Dame d’Ephèse », une divinité d’Asie Mineure adoptée par les Ioniens. Il semble qu’elle ait été primitivement Πότνια θηρίων « Maîtresse des animaux », comme le laissent penser les représentations archaïques la montrant brandissant un léopard et un cerf, parfois un léopard et un lion.
- Ἀπόλλων (Apollon) était frère jumeau d’Artémis, donc fils de Zeus et de Léto. Il était né le lendemain de sa sœur jumelle. On relèvera que des cunéiformes louvites mentionnaient Ap(p)alun(i)as en relation avec la cité de Wilus(iy)a, ce qui établirait, dès l’âge du Bronze, un lien entre Apollon et Troie, lien qui serait alors confirmé par Homère dans l’Iliade puisqu’Apollon a combattu les Achéens aux côtés des Troyens, notamment en leur envoyant des flèches infectées avec la peste. L’épithète λυκηγενής accolé à Apollon pourrait également renforcer ce lien, selon le sens qu’on lui donne : « né en Lycie » (dans ce cas le parallèle avec la Dame d’Éphèse assimilée à Artémis, sœur d’Apollon, complète ce tableau anatolien) ou bien « générateur de lumière » en rapport avec son aspect solaire.

En étendant la liste aux demi-dieux et aux héros on pourrait ainsi multiplier les exemples. On ne retiendra ici que le nom du légendaire roi Μίνως de Crète, ainsi que celui de la double-hache cultuelle des Minoens (ἡ λάϐρυς, génitif : τῆς λάϐρυος), en français labrys, dont dérive le labyrinthe, ὁ λαϐύρινθος.

### Toponymes grecs sans doute préhelléniques
Les toponymes (et théonymes) ayant un thème en -σσός (voire en -ττός) accentué sur la désinence et précédé d’une voyelle longue (ᾱ, η, ῑ, ῡ, ω), en -μνος de genre féminin accentué sur l’antépénultième et souvent précédé d’une voyelle longue (ᾱ, η, ῑ, ῡ, ω), et en -νθος (à l’instar du labyrinthe, ὁ λαϐύρινθος) accentué sur l’antépénultième et souvent précédé des voyelles α, ι ou υ, remontaient vraisemblablement à une ou plusieurs couches linguistiques préhelléniques non indo-européennes, tels que :
- ἡ Ἄκανθος (Acanthe, ville de Chalcidique),
- ὁ Ἁλικαρνασσός (ionien Ἁλικαρνησός ; Halicarnasse, ville de Carie),
- ἡ Ἐπίδαμνος (Épidamne, ville d’Épire, aujourd’hui Durrës, en Albanie, également appelée Δυρράχιον),
- ὁ Ἐρύμανθος (Érymanthe, montagne sacrée d’Artémis),
- ἡ Κάλυμνος (Kalymnos, île du sud-est égéen),
- ἡ Κέρινθος (Kérinthe, ville d’Eubée),
- ὁ Κνωσσός (bien que la forme classique soit Κνωσός ; Knossos, ville de Crète),
- ἡ Κόρινθος (Corinthe, ville du Péloponnèse),
- ὁ Κύνθος (mont Kynthos de l’île de Délos, dans les Cyclades, où naquirent Artémis et Apollon),
- ἡ Λῆμνος (Lemnos, île du nord-est égéen),
- ἡ Λυκαϐηττός (Le mont Lycabette, en Attique),
- ἡ Μήθυμνα (Méthymne, villes de Crète et de l’île de Lesbos),
- ἡ Μύρκινθος (Myrkinthos, ville de Thrace occidentale),
- ἡ Ξάνθεια (ou Ξάνθη ; Xanthè, ville de Macédoine orientale),
- ἡ Ξάνθος (Xanthe, principale ville de Lycie, également connue sous le nom d'Arñna ;  l’adjectif ξανθός, « jaune », était distinct car accentué différemment),
- ἡ Ὄλυνθος (Olynthe, ville de Chalcidique),
- ὁ Παρνασσός (classique Παρνασός ; mont Parnasse, en Phocide),
- ἡ Πέρινθος (Périnthe, ville de Thrace orientale proche de Byzance, autrefois Héraclée, aujourd’hui Ereğli),
- ἡ Προϐάλινθος (Probalinthos, village d’Attique),
- ἡ Ῥέθυμνος (Rhéthymne, ville de Crète),
- ἡ Τῖρυνς (mais qui se déclinait en τῆς Τίρυνθος au génitif ; Tirynthe, ville du Péloponnèse),
- ὁ Ὑάκινθος (Hyacinthe, une divinité préhellénique occultée par Ἀπόλλων jadis associée à l’alternance des saisons)
- ἡ Ζάκυνθος (Zante, île de la mer Ionienne).